# Swiss Open Gstaad 1983
Lo Swiss Open Gstaad 1983 è stato un torneo di tennis giocato sulla terra rossa. È la 69ª edizione dell'Swiss Open, che fa parte del Volvo Grand Prix 1983. Si è giocato al Roy Emerson Arena di Gstaad in Svizzera, dal 4 al 10 luglio 1983.

## Campioni

### Singolare
Sandy Mayer ha battuto in finale  Tomáš Šmíd con il punteggio di 6–0, 6–3, 6–2

### Doppio
Pavel Složil /  Tomáš Šmíd hanno battuto in finale  Colin Dowdeswell /  Wojciech Fibak con il punteggio di 6–7, 6–4, 6–2